# De Lafontaine
Mademoiselle De Lafontaine, auch La Fontaine, (* 1655 in Paris; † 1738 ebenda) war eine französische Tänzerin. Sie gilt als die erste professionelle Balletttänzerin.
Zusammen mit Jean-Baptiste Lully, Pierre Beauchamp und anderen war De Lafontaine eng verbunden mit der Entwicklung des Opéra-ballet an der Académie royale de musique. 1681 tanzte sie in der ersten Aufführung, in der Frauen in einem Ballett auftraten. Sie gab hier ihr Debüt als Primaballerina in Le Triomphe de l’amour, dem erfolgreichsten Werk Lullys. Bis dahin wurden weibliche Rollen in Balletten stets von Männern dargestellt. Obwohl die Beweglichkeit der Tänzerinnen durch die fast bodenlangen Kostüme stark eingeschränkt war, muss die Grazie und Anmut der Mademoiselle La Fontaine beeindruckend gewesen sein, so dass man sie schon zu Lebzeiten „la reine de la danse“ titulierte.
In den Jahren 1681–1693 tanzte De Lafontaine in nicht weniger als 18 Werken die weiblichen Hauptrollen an der Pariser Oper, darunter in Persée, Amadis, Didon and Le Temple de la Paix. Nachdem sie über eine Dekade die Tanzszene in Paris nachhaltig prägte, zog sie sich 1693 in ein Kloster zurück, wo sie 1738 starb. Zu ihren Schülerinnen zählte u. a. Marie-Thérèse de Subligny.